# Courtney Frerichs
Courtney Rose Frerichs (Barrington, 18 de enero de 1993) es una deportista estadounidense que compite en atletismo.
Participó en dos Juegos Olímpicos de Verano, en los años 2016 y 2020, obteniendo una medalla de plata en Tokio 2020, en la prueba de 3000 m obstáculos. Ganó una medalla de plata en el Campeonato Mundial de Atletismo de 2017, también en los 3000 m obstáculos.

## Palmarés internacional
| Juegos Olímpicos   | Juegos Olímpicos      | Juegos Olímpicos | Juegos Olímpicos  |
| Año                | Lugar                 | Medalla          | Prueba            |
| ------------------ | --------------------- | ---------------- | ----------------- |
| 2020               | Tokio (Japón)         | Medalla de plata | 3000 m obstáculos |
| Campeonato Mundial |                       |                  |                   |
| Año                | Lugar                 | Medalla          | Prueba            |
| 2017               | Londres (Reino Unido) | Medalla de plata | 3000 m obstáculos |